# Cécilia Vignal
Cécilia Vignal (Marseille, 28 december 1990) is een Frans voetbalspeelster. Ze speelde in seizoen 2016–2017 als aanvaller voor Olympique de Marseille in de Franse FD1-competitie. 

## Statistieken
| Seizoen | Club                   | Land      | Competitie | Wedstrijden | Doelpunten |
| ------- | ---------------------- | --------- | ---------- | ----------- | ---------- |
| 2016/17 | Olympique de Marseille | Frankrijk | FD1        | 4           | 0          |
| Totaal  | Totaal                 | Totaal    | Totaal     | 4           | 0          |

Laatste update: maart 2021